# Rick Grimes
Rick Grimes é um personagem fictício da história em quadrinhos em preto e branco The Walking Dead, sendo interpretado por Andrew Lincoln na série de televisão de mesmo nome e na série derivada Fear the Walking Dead, numa participação especial. Criado por Robert Kirkman e o artista Tony Moore, o personagem fez sua estreia nos quadrinhos The Walking Dead em 2003. Grimes é protagonista da série e é apresentado no inicio como um vice-xerife de uma pequena cidade, onde acorda depois de um coma no hospital, para descobrir que o mundo estava infestado de zumbis. A série centra-se nas tentativas de Grimes de encontrar e proteger sua família e depois em seu papel como líder de um grupo de sobreviventes em um mundo pós-apocalítico.
Rick Grimes tem sido descrito como um homem comum decisivo e peculiar, que enfatiza os códigos e valores morais. Lincoln obteve seu papel em 2010 para atuar na série adaptada de Frank Darabont, a qual Kirkman sentia que era um "encontro surpreendente". Em preparação para o papel, Lincoln buscou inspiração de Gary Cooper em seu trabalho no filme de velho oeste americano, High Noon (1952), ao retratar o personagem, assim como na série de televisão dramática Breaking Bad. A resposta inicial a Rick Grimes na série de TV foram mistas, como salientaram que a atuação de Lincoln seria irregular. Como a série evoluiu, obteve mais críticas positivas para o desenvolvimento do personagem Grimes, bem como a interpretação de Lincoln em relação ao personagem. Lincoln interpretou Rick Grimes da primeira temporada à nona temporada, entre 2010 e 2018. Após sua saída da série, inicialmente foi informado que Lincoln continuaria interpretando este personagem numa trilogia de filmes, porém a AMC acabou desistindo da ideia e confirmando uma serie spin-off onde seria contada o que houve após seu desaparecimento. Rick Grimes voltou no último episódio da 11ª temporada fazendo uma ligação com a futura série.

## Biografia

### Quadrinhos

#### Início da história (2003-2004)

Rick Grimes como descrito na série em quadrinhos.

Antes do apocalipse zumbi, Rick foi um xerife na pequena cidade americana de Cynthiana, Kentucky, sem nunca ter visto muita ação. Certo dia, enquanto estava em um tiroteio ao lado de seu sócio e melhor amigo Shane Walsh, contra um prisioneiro que tivera escapado da prisão, Rick foi ferido e, posteriormente, entrou em coma. Ao despertar dois meses depois do apocalipse ter iniciado, ele é confundido com um Walker (The Walking Dead foi criado em um universo onde os famosos filmes de zombies nunca existiram, tendo assim como se os personagens não soubessem com o que estavam lidando), e é atingido por uma pá na cabeça dado por um jovem chamado Duane Jones, filho de Morgan Jones, ficando assim desacordado. Pouco tempo depois, Rick acorda e Morgan explica o apocalipse zumbi. Em busca de sua esposa Lori Grimes e seu filho Carl Grimes, Rick vai para Atlanta, Geórgia, onde se disse que as pessoas foram levadas para lá, com intuito de serem protegidas. Após a chegada, Rick é quase morto por um grupo de zumbis, sendo salvo por um companheiro sobrevivente, chamado Glenn, que depois de ter salvo a vida de Rick, ajudou-o a escapar junto a outros sobreviventes, para um acampamento, onde Rick reencontra sua esposa e filho, assim como Shane, que é descrito como tendo tido um relacionamento romântico com Lori. Rick gradualmente é capaz de ganhar a confiança dos sobreviventes do acampamento, enquanto ao mesmo tempo, indiretamente, concorre o papel de liderança com Shane. A tensão entre os dois é alta, uma vez que constantemente encontram-se em desacordo com a tomada de várias decisões. Rick é avisado por Dale sobre a possibilidade do caso de Lori, no entanto, opta por mantê-lo apenas para si. Após a morte de Shane por Carl, Rick lidera o grupo de Atlanta, tentando encontrar abrigo e refúgio dos errantes (assim chamado os mortos-vivos, pelos próprios personagens). Depois, Rick lidera o grupo para longe de Atlanta, tentando encontrar refúgio e refúgio dos mortos-vivos. O plano inicial de Rick é desastroso, já que uma comunidade abandonada planejada para ser o refugio do grupo acabou sendo infestada de zumbis, resultando na morte de um deles. Lori, esposa de Rick, admite vergonhosamente a Rick que ela está grávida (presumivelmente com o bebê de Shane), mas Rick planeja cuidar disso. Carl, filho de Rick, é acidentalmente baleado nas costas por um homem chamado Otis, que acompanha Rick e outro sobrevivente, Tyreese, um membro recém-membro do grupo de Rick na fazenda de Hershel Greene e sua família. O grupo fica lá por um breve período de tempo antes de Rick ser mantido sob a mira de uma arma por Hershel e forçado a sair. Enquanto na estrada novamente, dois outros membros dos sobreviventes descobrem uma prisão, onde todos buscam refúgio e se estabelecem.

#### Eventos na Prisão (2005-2008)
Rick e o grupo se instalam na prisão onde encontram os ex-presos que não conseguiram escapar. Rick e Dale logo decidem que é melhor ter tantas pessoas quanto possível em seu novo assentamento, e decidem convencer Hershel e sua família a deixar a fazenda e se juntar a ele na prisão, enquanto a fazenda cresce cada vez mais precária. O conceito do grupo de que a prisão é um porto seguro diminui rapidamente quando Rick e Tyreese encontram a filha de Tyreese, Julie, morta a tiros num pacto de suicídio malsucedido com o namorado. Julie reanima surpreendentemente como um caminhante, o que provoca a revelação de que todos estão infectados com o misterioso vírus, independentemente de serem mordidos ou não. Após esse evento, os presos tentam se assimilar com o grupo de Rick, com resultados desastrosos. Isso leva Rick ao seu primeiro assassinato, o do detento Dexter, durante um conflito armado com os outros detentos. Semanas depois de seu conflito com os prisioneiros, Rick, Glenn e a misteriosa mulher que carrega katana, Michonne, procuram por um helicóptero caído nas proximidades que os leva à cidade de Woodbury, na Geórgia. Na cidade eles encontram um homem chamado O Governador, que lidera Woodbury por extrema manipulação, astúcia e crueldade. Enganado pela pseudo-hospitalidade do governador, como a maioria dos habitantes de Woodbury, Rick finalmente tem sua mão direita decepada na tentativa de fazê-lo revelar a localização da prisão. Quando o Governador vê que Rick nunca vai desistir de sua família, ele decide torturar Glenn e Michonne em vez disso, mas mais uma vez não consegue encontrar a localização da prisão. Rick escapa da cidade com seu grupo e nova aliada de Woodbury, Alice Warren, depois de Michonne se vingar do Governador, enquanto o tortura e mutila. Rick feliz se reúne com sua família depois de seu cativeiro em Woodbury. Alice também começa a atualizar Lori sobre sua gravidez. Alice entrega o bebê de Lori, a quem a família Grimes chama de "Judith". No entanto, sua felicidade é de curta duração quando o Governador, agora terrivelmente desfigurado, encontra a prisão e captura Tyreese e Michonne. Ele manipula seus seguidores para acreditar que o grupo de Rick é um saqueador.  Durante o assalto final na prisão, Tyreese é executado em frente ao grupo como um ato de força para atrair o grupo para fora da prisão, e ambos os lados sofrem perdas significativas. Lori e Judith são assassinados enquanto tentam escapar.

#### Jornada para Washington, D.C. (2008-2009)
Os sobreviventes do ataque à prisão - Rick, Michonne e Carl - voltam para a fazenda de Hershel, onde se reúnem com o restante do grupo da prisão que partiu antes do ataque. Eles encontram um novo grupo de sobreviventes que estão em uma missão para Washington, D.C., que consiste em Abraham Ford (o líder), Eugene Porter (um homem que afirma ter conhecimento sobre a cura, pedindo para ir para DC) e Rosita Espinosa (Namorada de Abraham). Na jornada para D.C., o grupo enfrenta muitas ameaças. Enquanto Rick e Abraham tomam a interestadual para a cidade natal de Rick, eles são confrontados por um grupo de saqueadores que os mantém sob a mira de uma arma, enquanto alguém tenta agredir Carl sexualmente. Rick, dominado pela raiva, morde uma das veias jugulares dos bandidos, o que distrai os outros bandidos. Abraham atira no bandido segurando-o com uma arma e conforta Carl enquanto Rick prossegue para apunhalar o bandido restante até a morte. Rick depois se reúne com Morgan em sua cidade natal, que perdeu sua sanidade após a morte de seu filho. Rick, Abraham, Carl e Morgan encontram uma grande horda que os segue de volta ao acampamento dos sobreviventes. Mais tarde, depois de sofrer várias perdas, o grupo encontra um pregador chamado Gabriel Stokes e enfrenta um grupo canibalístico de caçadores.

#### Eventos em Alexandria (2009-2011)
No caminho para a capital, eles descobrem que sua missão é falsa quando Eugene Porter lhes fala sobre a cura. Eles decidem continuar viagem para D.C. por causa de sua proximidade, e descobrem que a capital é tão infestada quanto as outras grandes cidades. No entanto, apesar desses retrocessos, eles são recrutados por Aaron para ficar em um município isolado e seguro nos arredores de Washington, chamado de Zona Segura de Alexandria. Cada pessoa tenta encontrar um semblante da vida real, mas Rick não confia no líder da cidade, o ex-congressista norte-americano Douglas Monroe. Rick logo se torna o policial da Zona Segura, tentando manter a paz na cidade, mas acaba sendo forçado a matar Peter Anderson, um homem que estava abusando de sua esposa e filho que assassinou Regina Monroe, esposa de Douglas, durante uma reunião. Rick passou tanto tempo desde a prisão, lentamente começa a retomar papéis mais de liderança até que finalmente Rick assume a liderança da Zona Segura de Alexandria, depois que Douglas logo se vê perdendo o controle da vida, e sua posição de liderança exacerbando como resultado de isso. A cidade fica ameaçada depois que o ataque de um grupo de catadores atrai uma horda de caminhantes que rapidamente rompe as muralhas defensivas da cidade. Morgan e Jessie Anderson são duas das várias vítimas do sofrimento da situação. Enquanto os sobreviventes lutam por suas vidas, várias pessoas são mortas e o filho de Rick é gravemente ferido por um tiro na cabeça. Usando a força combinada de todos aqueles que permanecem na comunidade, os sobreviventes afastam a horda e Rick tende a Carl, cuja condição é muito terrível. Após o ataque, no entanto, Rick conclui que os mortos-vivos podem ser derrotados se os sobreviventes deixarem as diferenças de lado e trabalharem juntos. Rick menciona que esta é a primeira vez em muito tempo que ele tem esperança para o futuro. A mentalidade de Rick sobre as mudanças de sobrevivência desenvolve uma visão otimista sobre a comunidade e seu verdadeiro potencial. Mais tarde, Carl acorda do coma, inicialmente com uma pequena amnésia. Rick se preocupa que o filho que ele conheceu tenha desaparecido, já que ele não demonstra nenhum pesar pela perda de Lori. Uma pequena insurreição é mais tarde formada, mas a situação é desativada sem derramamento de sangue e Rick perdoa os transgressores. Rick e Andrea continuam a se unir e se aproximam de Carl em coma. Andrea desenvolve sentimentos por Rick. No entanto, Rick resiste com medo do que poderia acontecer com ele no caso de sua morte.

#### Aliança com Hilltop (2011-2012)
Paul Monroe, um embaixador de uma comunidade de duzentos sobreviventes chamada Colônia Hilltop, visita Alexandria para iniciar uma rede de comércio com a comunidade de Rick. Depois de alguma desconfiança, Rick concorda em ir para Hilltop e começa a rede de comércio. No Hilltop, Paul Monroe admite que a Colônia tem inimigos, e explica sobre o infame Negan, que alguns especulam que pode nem ser apenas uma pessoa. O grupo aprendem sobre os salvadores, grupo rival de Hilltop, que frequentemente os aterroriza e ameaça prejudicar sua comunidade se não receberem metade de seus suprimentos. Rick concorda em desarmar seu conflito em troca de metade de seus suprimentos. O grupo de Rick é emboscado por um grupo de Salvadores depois que eles saem de Hilltop. O grupo de Rick retalia, matando-os. Ele envia o único sobrevivente de volta a Negan com um aviso para parar de aterrorizar os moradores de Hilltop e que Negan e seus homens podem pagar metade de tudo o que eles têm em troca de sua proteção. Rick e Andrea retornam à Zona de Segurança e descobrem que Abraham foi assassinado e Eugene está sendo mantido como refém. Moradores da Zona Segura descobrem que os Salvadores estão fora das muralhas, pois eles rapidamente respondem matando-os. Rick e vários outros, incluindo Glenn e Maggie Greene, decidem voltar para Hilltop, onde Glenn e Maggie planejam viver. No entanto, Negan faz sua aparição aos sobreviventes cercados por seus homens, provocando os sobreviventes antes de brutalmente espancar Glenn até a morte. Rick e os outros assistem com horror e Maggie e Sophia mais tarde deixam Rick para ir ao Hilltop. Agora percebendo a escala completa do exército de Negan, Rick cede intencionalmente, permitindo que Negan tome todos os suprimentos de Alexandria.

#### A Guerra contra Os Salvadores (2012-2014)
Rick continua em conflito com Negan e os salvadores. Carl revela ao pai que os salvadores vivem em uma fábrica. Paul Monroe diz a Rick que eles deveriam ver Ezekiel, o líder do Reino. Ezekiel, residente em um colégio, cumprimenta Paul Monroe e recebe Rick em sua comunidade. Ele concorda em trabalhar com Rick e explica que ele tem outro visitante, Dwight, um salvador trabalhando secretamente contra Negan. Rick, inicialmente irritado com a aparência de Dwight, acaba por formar uma aliança com ele, mas continua cauteloso em confiar ou não em Dwight. Durante a guerra, a Zona Segura de Alexandria, o Reino e o Santuário sofrem muitas perdas. Rick resgata Andrea e Carl quando a Zona Segura de Alexandria é bombardeada pelos salvadores. Maggie, agora a líder de fato de Hilltop, transfere os moradores de Alexandria e do Reino para o Hilltop, onde todas as três comunidades se unem. Negan chega à Colônia quando os salvadores quebram os portões da frente e se aglomeram na comunidade. Rick ordena os sobreviventes a abrir fogo, matando vários salvadores no processo. Durante o tiroteio, Rick leva Nicholas e Aaron para atacar os atacantes. Enquanto eles se escondem, Rick inconscientemente se deixa vulnerável por trás. Negan, que se separa dos outros salvadores com Dwight, encontra Rick a uma curta distância e exige que Dwight atire em sua besta infectada. Dwight mostra alguma hesitação, mas é forçado a atirar em Rick. Uma flecha perfura o lado de Rick, derrubando-o, mas a lealdade de Dwight revela-se do lado de Rick, já que ele não sucumbiu à infecção. Mais tarde, Rick confronta Negan, mostrando sua perspectiva, e Negan finalmente entende a visão de Rick de reconstruir a sociedade. Em resposta, Rick corta a garganta de Negan antes de Negan quebrar sua perna. Negan desmaia antes de ser salvo por um médico. Rick decide prender Negan, acreditando que assistir ao recrescimento da civilização por trás de uma cela é um castigo melhor do que matá-lo. Dwight assume como líder dos salvadores, apoiando Rick e a guerra é vencida.

#### Salto temporal pós-guerra (2014–2019)
Um número indefinido de anos depois, Rick e os outros reconstruíram Alexandria em um santuário próspero. Ele recebe os recém-chegados, Magna e seu grupo que inicialmente são cautelosos com o porto seguro, mas acabou entendendo o funcionamento da comunidade. Carl convence seu pai a deixá-lo se mudar para a Colina Hilltop para se tornar um ferreiro aprendiz, com o qual Rick concorda. Rick se reúne com Maggie Greene e sua filha adotiva Sophia enquanto ele leva Carl para Hilltop. Rick deixa Carl sob os cuidados de Maggie. Sem saber que seu filho se juntou a Alpha e os Sussurradores, uma tribo de povo nômade que se disfarçam de caminhantes, Rick se reúne com Michonne quando um navio chega revelando sua presença. Ele está preocupado com o comportamento dela, dizendo-lhe para resolver seus problemas e seguir em frente após a perda de suas filhas. Mais tarde, como Michonne e Rick vão a Alexandria para participar de uma feira planejada com meses de antecedência, descobrem que Carl está desaparecido e decidem ir atrás dele, junto com Andrea. Alpha, no entanto, os confronta e aponta uma arma para a cabeça de Rick enquanto ela o leva até um prédio desconhecido, onde ele vê milhares de Sussurradores. Alpha decide deixar sua filha Lydia, que tem sentimentos para Carl, com Rick, acreditando que ela era uma fraqueza. Ela critica a liderança de Rick e tenta restabelecer a sociedade como antes, antes de dizer que ele marcou uma fronteira. Quando Rick chega à fronteira, fica horrorizado ao descobrir muitos civis de cada uma das quatro comunidades decapitados, incluindo Ezequiel e a grávida Rosita. Michonne começa a chorar quando Andrea pergunta solenemente o que eles farão a seguir. Rick decide contar às comunidades que a consideram terrível. Ele é atacado por dois cidadãos. Um homem saiu vivo, o outro, Morton Rose, o marido de uma das vítimas decapitadas, não escapou. Ele começa a treinar as pessoas das comunidades unidas para lutar contra os caminhantes e os Sussurradores. Após a guerra contra os Sussurradores, Rick Grimes chega a uma cidade comunitária muito grande chamada "Commonwealth", onde vivem mais de 20.000 pessoas lideradas por uma governadora corrupta chamada Pamela Milton, que indiretamente usou Rick para matar Dwight, quando Rick descobre sua tirania, faz um discurso aos cidadãos da Commonwealth para mostrar ao público que Pamela Milton é uma má governadora. O filho da governadora, Sebastian, invade o quarto de Rick à noite e decide retaliar sua mãe e o ameaça com uma arma, Sebastian atira em Rick no peito uma e mais três vezes, matando-o. Rick revive como zumbi e mais tarde Carl o mata com um tiro na cabeça. Passados os anos, com um longo salto temporário, Carl já adulto apresenta uma estátua de Rick em Alexandria, para sua filha Andrea, contando-lhe as coisas heróicas que seu avô fez.

### Série de TV

Rick Grimes sendo interpretado por Andrew Lincoln, na série de televisão.

#### Primeira temporada
Rick e Shane são descritos como melhores amigos desde a escola. Os dois eram empregados como os assistentes do xerife na cidade de King County, Geórgia. Na primeira temporada, Rick foi baleado e ferido durante uma troca de tiros com um grupo de fugitivos, deixando-o em coma quando o surto começou. Ao despertar sozinho no hospital, após ser confundido com um zumbi, leva uma pancada na cabeça por Duane Jones. Seu pai, Morgan Jones, leva-o para uma casa, e explica o apocalipse zumbi para Rick. Após se recuperar, Rick sai a procura de sua esposa Lori e seu filho Carl, acabando por descobrir neste trajeto, o que aconteceu com o mundo a fora. Eventualmente, ele se junta a um grupo de sobreviventes logo após de ter sido encurralado por uma manada de errantes; o grupo acaba encontrando um acampamento, onde coincidentemente, estavam Lori e Carl, assim como Shane. Eles ficam no acampamento por uns dias, e dentro desse tempo, Rick assume a liderança e autoridade, situação pela qual Shane era responsável até aquele momento. Rick, no entanto, ainda disputa esta responsabilidade, tentando ser justo e fazer o que é certo, não importando o que as regras da sociedade eram antes do apocalipse zumbi. Ele frequentemente também se encontra batendo de frente com Shane, a respeito de várias decisões a serem feitas. Os dois decidem ir além do parque do campo, uma vez que demonstra ser arriscado, passando a atrair muitos zumbis para si, durante um plano para encontrar o C.C.D, na esperança de encontrar uma cura. Rick, infelizmente, não encontra respostas na agência, embora tenha recebido um aviso em seu ouvido do Dr. Edwin Jenner antes dele morrer de que “a mordida não transforma ela mata”, colocando pressão sobre ele desde então.

#### Segunda temporada
Na segunda temporada, depois de fugirem do C.D.C..devido à sua autodestruição, Rick e o grupo ficaram presos em uma estrada cheios de mortos-vivos. Enquanto uns se esconderam debaixo dos carros abandonados, outros esconderam-se dentro dos veículos. A passagem dos errantes, custou caro, depois que dois zumbis vão atrás de Sophia, perseguindo-a na floresta. Rick encontra Sophia antes dos zumbis, dizendo a ela para se esconder próximo a um riacho, enquanto ele mesmo tentasse distraí-los para matá-los. De início, seu plano foi como os conformes, entretanto, ao procurar Sophia no local combinado, havia desaparecido. Durante a ausência de Sophia, Carol Peletier (mãe da garota) duvida da liderança de Rick dentro do grupo e o questiona quanto a sua fé (devido ele não acreditar em Deus), querendo saber se ele realmente tem as qualidades necessárias para mantê-los em segurança. Enquanto o grupo dividiu-se à procura de Sophia, Carl leva um tiro por engano de Otis, ao pensar que fosse um animal na floresta. Carl é levado a uma fazenda isolada. Rick continua entristecido por Carl, mesmo depois das condolências de Shane e Lori. Ele luta entre o conceito que se não seria melhor os seres humanos não viverem mais no mundo. Carl milagrosamente se recupera depois das balas extraídas por Hershel Greene, com os medicamentos necessários trazidos por Shane, alegrando Rick. Ainda no entanto, seu ponto de vista do ambiente ao redor continua a mudar, deixando até mesmo de usar seu traje de xerife e se estabelecendo com roupas casuais, representando uma transformação significativa em seu caráter. Ele frequentemente estabelece missões de busca por Sophia, recusando-se a acreditar que ela esteja morta.
Rick também tenta argumentar com Hershel sobre a possibilidade dele e seu grupo ficar na fazenda com sua família. Sua transformação em uma personalidade obscura aumenta, com a revelação de que Sophia era um zumbi, e que durante todo este tempo, estava sendo mantida trancada dentro do próprio celeiro da fazenda, junto a outros zumbis da família Greene, lembrando-o da falta de esperança e a realidade contundente do mundo em que eles estão vivendo. Enquanto Rick e Glenn foram buscar Hershel em um bar na cidade, eles se deparam com dois homens armados, que fazem perguntas a Rick. Quando Rick se recusa a responder, um dos homens tenta atirar em Rick. Rick sendo mais rápido, consegue matar os dois indivíduos, o que resulta na confiança de Hershel em Rick, como líder do grupo. Ele e Lori tomam conhecimento da dureza emocional de Carl, e sua relação com Shane, entretanto, se dirige em rumos obscuros, atingindo o ápice quando ambos entram em conflito sobre a sentença de um adolescente do mesmo grupo que os homens mortos no bar. Isso resulta os dois brigando e quase se matando. Para preservar a segurança do grupo, ele atira em Randall, no entanto, ele acha que não é uma ameaça para o grupo. Posteriormente, Shane se prepara para matar Randall, horas depois da morte de Dale por um zumbi. Shane solta Randall, com intuito de matá-lo na floresta, fingindo ir ao encontro do grupo do adolescente; Rick e Shane vão a procura do suposto fugitivo, a essa altura, Randall já ser um morto-vivo. Durante a procura, Rick desconfia de Shane, provocando uma discussão dos dois, mas que na verdade, Shane havia atraído Rick para um local mais reservado, para matá-lo, visando assumir a liderança no grupo e também criar uma família com Lori. Rick é capaz de acalmá-lo, no entanto, no último instante ele mata Shane com uma única facada em seu peito. Ele fica perturbado por ter sido obrigado a matar seu melhor amigo, não percebendo a transformação de Shane e zumbi, e na sentença deste por Carl.
Na sequência dos acontecimentos, Rick ainda mostra uma grande dor com o pensamento de perder Shane, mas vê suas ações justificadas, acreditando que ele era uma ameaça real para o grupo e na liderança. Como os eventos começam a se desvendar naturalmente para os outros sobreviventes, Rick confessa um segredo dito por Dr. Edwin Jenner, logo antes de saírem do C.D.C., que mesmo aparentemente todos estarem normais, todos estão contaminados com o elemento causador do apocalipse zumbi. Lori, inicialmente tenta consolá-lo, mas depois vira-lhes as costas depois que ela descobre a terrível verdade quanto à morte de Shane. Diante das suspeitas de sua imagem e liderança do grupo em relação a ele, Rick adota uma mudança de personalidade obscura e tirânica, sem rodeios de admitir que ele matou Shane por uma boa medida, e depois desafiando qualquer possível traidor a ameaçar a segurança do grupo.

#### Terceira temporada
Na terceira temporada, seguindo em quase oito meses depois, é mostrado um estilo mais adaptado e cruel de Rick, após a morte de Shane. Durante todo o inverno, o grupo caminhou em círculos. Embora a caça de Rick e Daryl fosse em vão, acabam encontrando uma unidade prisional. O grupo, então, tomam domínio da prisão, servindo de abrigo para o bando. No dia seguinte, Rick, Daryl, Maggie, Glenn e T-Dog entram no interior do cárcere, e limpam o lugar infestado de zumbis, tornando o refúgio mais seguro. Eles mais tarde, vão mais fundo na prisão, sendo perseguido por errantes. Glenn e Maggie são separados e, apesar de tentar encontrá-los, Hershel é mordido na perna. Depois de irem a um refeitório aparentemente abandonado, Rick amputa a perna de Hershel com um pequeno machado. Depois, um grupo de prisioneiros humanos aparecem de trás das persianas. A princípio, os prisioneiros são hostis para o grupo, e Lori sugere a Rick que ela iria compreender e apoiá-lo se ele decidisse matá-los. Supostamente apenas dois dos cinco primeiros prisioneiros parecem sobreviver durante uma missão onde o grupo de Rick os ajudava a "limpar" um bloco de célas cheio de zumbis separando eles, e Rick parece feliz em se livrar deles. No entanto, um outro prisioneiro conseguiu escapar dos zumbis, prejudicando a segurança do grupo de Rick, abrindo um dos portões para a área principal, o que resulta na morte de T-Dog, e Lori entra em trabalho de parto prematuro. Lori não sobrevive, tentando salvar o bebê, com Carl sendo a única pessoa disponível e disposto a impedir sua reanimação. Devastado pela morte de sua esposa, Rick enlouquece e reentra na prisão, matando os múltiplos zumbis com apenas um machado e atingindo a sala da caldeira, onde Lori morreu. Ele descobre que ela foi completamente devorada por um errante nas proximidades, que ele mata e depois começa a tentar "cavar" restos de sua esposa fora da criatura. Rick então responde a sucessivas séries de telefonemas de um telefone que estava por perto. Cada chamada, levava-o a acreditar que existem outros sobreviventes. Ele fica chocado quando eles se dirigem a ele pelo seu nome, só para receber uma chamada final de Lori, que o ajuda a perceber que ele está tendo alucinações e precisa voltar para a realidade. Rick retorna a prisão, se reconectando com seu filho e os outros. É neste momento que ele vê Michonne pela primeira vez caminhando para a prisão com a fórmula de bebê. Depois de um breve resgate de Michonne que estava exausta e baleada do lado de fora da grade com vários outros errantes,eles descobrem com ela, que Glenn e Maggie estão sendo detidos em Woodbury. Ele reúne Daryl, Oscar e Michonne, os levando em uma missão para resgatar Glenn e Maggie. Pouco antes de sair, ele compartilha um momento pai e filho junto de Carl e da recém-nascida Judith Grimes. Rick então parte para Woodbury com seu pequeno grupo na esperança de salvar Glenn e Maggie. Após entrar em Woodbury, o grupo consegue encontrar Glenn e Maggie. Rick retorna novamente para salvar Daryl, que foi colocado na arena dos Gladiadores para enfrentar Merle, a quem o Governador acusa de ser um dos responsável por ameaçar a segurança de Woodybury. Após salvar Daryl e se separar devido a Merle não aceitar ficar no mesmo grupo, Rick retorna a prisão. Quando menos espera é atacado pelo Governador e seus capangas, ataque esse que culmina com a morte de Thomas. Depois do ataque se encontra em uma cabana com o Governador, que mostra o olho que perdeu no ataque de Michonne. Após o Governador pedir para Rick entregar Michonne em troca da segurança na prisão, Rick pondera entregar Michonne em troca da segurança, mas Hershel o aconselha o contrário. Rick parte em uma busca por suplimentos juntamente com Carl e Michonne e reencontra com Morgan e percebe o quanto seu amigo morreu após a morte de Dwayne. Ao voltar à prisão, Rick decide entregar Michonne e designa Merle para entregá-la. Mas antes de concluir o objetivo, Rick se arrepende e decide confrontar Woodbury, mas Merle já havia deixado a prisão com Michonne sabendo que mais cedo ou mais tarde Rick se arrependeria. Michonne retorna e avisa Rick que Merle pediu para avisar que Woodburry irá atacar. Rick pega seu grupo e parte da prisão, ficando apenas a poucos metros para pegar o Governador de surpresa quando este atacar. Rick consegue afugentar o Governador e parte para Woodburry após saber que o Governador matou todos os seus seguidores incluindo Allen e que apenas Karen sobreviveu por acaso. Rick traz os sobreviventes de Woodbury para a prisão.

#### Quarta temporada
A quarta temporada ocorre após aproximadamente 3 meses do término da terceira temporada, de acordo com o episódio 4x6 (Peso Morto). Rick abandonou a liderança da prisão se tornando um simples fazendeiro, cuidando de plantações, porcos e tentando recuperar a infância de Carl. Ao partir em busca de suplementos, Rick encontra Clara, uma mulher que ainda conversa com o marido como se ele estivesse vivo, lembrando a Rick o que ele passou após a morte de Lori na terceira temporada. Quando Clara consegue a faca de Rick, a mesma se mata e questiona quais seriam as 3 perguntas que Rick faria a ela, para que ela pudesse ir morar com eles na prisão.Ao retornar, Rick é surpreendido pelo surto no meio da noite que culmina com a morte de alguns moradores da prisão, incluindo Patrick (O Greg de Todo mundo odeia o Chris). Após a confusão, Rick libera a arma para Carl novamente, já que havia retirado para impedir que Carl perca sua infância com preocupações usando armas na sua idade. Após o surto, Rick é surpreendido novamente por Tyresee que se desespera após descobrir que Karen e David haviam sido mortos e queimados na prisão após pegarem a doença de Patrick e estarem em cárcere em outro bloco para não contaminar os demais. Rick e Tyresee brigam, onde Rick acaba com o pulso quebrado.
Rick ao retornar para a área aberta da prisão ajuda Daryl e os demais a impedir que uma das grades da prisão tombe, devido a um ataque de Walkers que foi provocado devido a alguns ratos mortos que foram jogados como alimento para os zumbis.
Sabendo que os porcos estão contaminados, Rick leva todos os porcos para fora da prisão e vai matando um por um para atrair os zumbis para fora da grade que estava se rompendo.
Rick começa a investigar a morte de Karen e David e é informado pela própria Carol que foi ela quem matou os dois para evitar que a epidemia fosse transmitida para os demais. Rick parte com Carol em busca de algumas plantas para ajudar Hershel a curar os doentes enquanto Daryl, Bob, Michonne e Tyresee partem para buscar medicamentos. Rick encontra um casal e percebe a reação fria de Carol e percebe o quanto ela mudou e mesmo sem consentimento do Conselho, que toma as decisões na prisão, expulsa Carol do grupo a deixando com alguns suplementos sozinha. Rick retorna sozinha no momento que a grade é derrubada novamente e agora juntamente com Carl é obrigado a impedir que os mortos vivos entrem enquanto Hershel está cuidando dos pacientes infectados. Rick ensina Carl a utilizar uma metralhadora e percebe a facilidade que ele tem em aprender a manuseá-la. Após matar todos os zumbis que tentavam entrar, Rick encontra com Daryl que trouxe os medicamentos.
Rick ajuda a juntar os corpos e coloca em uma caminhonete e vê Michonne partindo junto com Hershel para queimá-los. Rick fala com Maggie a respeito de Carol e Daryl, que não aceita muito bem devido a não ter sido consultado, já que para isso existia o Conselho e que Rick não deveria ter tomado essa decisão, mesmo Rick argumentando que se descobrisse, Tyresee mataria Carol por ela ter matado Karen. Rick vai até Tyresee para contar o que houve após Daryl insistir, ao encontrar Tyresee, Tyresee mostra um coelho dissecado que encontrou perto onde Karen foi morta, Rick se prepara para contar que foi Carol que matou Karen quando ouve um estrondo vindo de fora da prisão. Ao sair para fora da prisão, Rick se depara com o Governador, que está com um grupo e em cima de um tanque o chamando para conversar. O Governador fala que quer a prisão e que o grupo de Rick tem meia hora para sair da prisão e deixar o grupo dele entrar, revelando que capturou Hershel e Michonne como reféns. Rick fala que ele já tem o tanque e que não precisa de reféns, ao tentar argumentar Rick tenta de toda maneira convencer o Governador a não atacar a prisão e libertar os reféns para conversarem, porém, o Governado se irrita e pega a espada de Michonne e aponta para o pescoço de Hershel dizendo que o grupo de Rick tem que sair da prisão.
Rick fica desesperado e tenta a todo custo convencer o Governador dizendo que eles podem conviver juntos, cada um em um bloco, que é possível conviverem juntos na prisão, Rick também se dirige aos companheiros do Governador tentando convencê-los a não atacarem a prisão.
Mesmo após inúmeras tentativas, o Governador afasta a espada do pescoço de Hershel e com um único golpe atinge Hershel. Rick aponta sua arma e começa a atirar no Governador que é atingido por um tiro de Carl. Ao correr para trás de um ônibus, Rick é atingido na perna, enquanto o Governador acaba de arrancar fora com a espada de Michone a cabeça de Hershel e ordena que matem todos da prisão após ver Meghan morta.
Rick fica escondido até avistar o Governador e o ataca desarmando-o.
Os dois se enfrentam e Rick fica prestes a ser asfixiado pelo Governador, quando Michonne o salva atravessando o peito do Governador com a espada. Rick, vai atrás de Carl e ao encontrá-lo procura por Judith. Ao encontrar o carregador da bebê, Rick encontra vazio e cheio de sangue, presumindo que a mesma morreu. Junto com Carl, Rick foge da prisão enquanto vê os zumbis invadirem seu refúgio e entrar na prisão, sem saber o que ocorreu com os demais. Alguns dias após o acontecido Rick encontra Michonne, que juntos vão para o "Terminus", e no caminho Rick encontra o grupo de Joe. E para não ser morto, ele mata um dos integrantes do grupo de Joe, deixando-o para virar um Walker. Na viagem Rick encontra o grupo de Joe novamente, eles são mantidos de refém até Rick revidar tirando um pedaço do pescoço de Joe. Para a surpresa de Rick, Daryl estava no grupo de Joe. Os quatro vão a caminho do "Terminus" onde são feitos prisioneiros em um vagão, onde também estão Glenn, Maggie, Sasha, Bob, Tara, Eugene, Abraham e Rosita.

#### Quinta temporada
Rick e seus companheiros, planejam uma fuga de Terminus e começam a criar armas com pedaços de madeira e ferro. Mas os terminianos capturam ele junto com Glenn, Daryl e Bob para serem executados no matadouro do lugar, e quando estavam prestes a serem mortos o grupo consegue escapar após uma explosão destruir parte das cercas de Terminus, causada por Carol que surge no lugar atrás de seus amigos. Rick e os outros consegue resgatar o resto do grupo e fogem para floresta, onde lá encontram Carol. Após perdoar Carol pelo que ela fez a Karen e David, Rick e Carl tem um reencontro emocionante ao verem Judith viva nos braços de Tyreese. Assim, sem nada para fazer ali, o grupo segue em frente e encontram um padre, em apuros, sendo atacado por zumbis. Rick e os outros salvam o padre que revela se chamar Gabriel Stokes. O pastor leva os sobreviventes para sua igreja não muito longe dali, e revela estar sem comida por alguns dias. Rick inicialmente desconfia da bondade do padre, e vai com ele e com um pequeno grupo atrás de suprimentos em uma comunidade próxima.
Mais tarde, durante o jantar, Rick aceita participar do comboio de Abraham Ford que levaria o cientista Eugene Porter para Washington, mais antes mata todos os canibais de Terminus quando eles conseguem fazer com que Bob morra. Após o massacre, Rick decide ficar na igreja para esperar Carol e Daryl aparecerem, pois os dois haviam desaparecido, e se despede de Glenn, Maggie, Tara, Abraham, Rosita e Eugene que seguem para Washington, D.C. Quando Daryl surge com um garoto chamado Noah, e com a notícia de que Beth e Carol estavam em um hospital na cidade de Atlanta, Rick não pensa duas vezes e segue para a cidade com os dois, Sasha e Tyreese. Chegando lá, o policial faz alguns oficiais da polícia que trabalham no hospital, de reféns, e os levam até o Hospital Memorial Grade para fazer uma troca. O plano da certo, porém no último estante, Beth é morta acidentalmente pela líder do lugar Dawn Lerner, que também é morta por Daryl. Arrasado pela morte da amiga, Rick sai do hospital desconsolado, e encontra o resto de seu grupo que seguiram para D.C. em frente ao hospital, onde Maggie chora pela morte da irmã.
O grupo então vai embora de Atlanta, onde seguem para a comunidade de Noah na Virgínia. Lá o grupo sofre mais uma perda e sofrem pela morte de Tyreese. Sem saberem para onde irem, o grupo segue para Washington com intenção de encontrar segurança, já que Eugene mentiu sobre ser cientista e que D.C. teria uma cura para o apocalipse. No caminho eles encontram Aaron, um recrutador de uma cidade de nome Zona Segura de Alexandria. Ele e seu namorado Eric os levam até lá, onde são aceitos pela comunidade e por Deanna Monroe, a líder. Rick se torna policial novamente e tenta por ordem e lei na cidade. Mas infelizmente, o policial se envolve em um caso de violência doméstica, e é forçado a punir o médico Pete Anderson por abusar de sua esposa Jessie. Depois desse conflito, Rick passa a se preocupar por Jessie criando um certo sentimento por ela, e quando Pete resolve matá-lo, o policial é forçado a matar o médico quando Pete assassina sem querer, o marido de Deanna, Reg, na frente da população e principalmente de Morgan Jones que fica assustado em rever seu velho amigo ao chegar em Alexandria.

#### Sexta temporada
Na manhã seguinte, Morgan e Rick levam o corpo de Pete para ser enterrado fora das muralhas de Alexandria, pois o policial estabeleceu uma regra, onde assassinos não podem serem enterrados dentro da comunidade. Ao levar o corpo de Pete para um lugar distante, Rick acaba salvando a vida de Ron - filho de Pete - de alguns mortos-vivos, que o seguiu para descobrir onde seu pai iria ser enterrado. Apesar disso, Rick e Morgan também descobrem uma horda enorme de zumbis presa em uma pedreira abandonada. O policial e seu amigo concluíram quê, devido alguns caminhões intervirem a passagem dos caminhantes na pedreira, a Zona Segura de Alexandria ainda existia. Eles voltam para a comunidade, e lá, fazem uma reunião na casa de Deanna, com todos os moradores para explicar a grande situação, revelando que se os caminhantes se libertassem, iriam direto para Alexandria.
Após estabelecerem um plano, Rick e seus fiéis amigos Glenn, Daryl, Sasha, Abraham e Michonne, junto com os Alexandrinos Heath, Scott, Annie, Carter, Tobin e entre outros, durante uma manhã, seguem com a ideia de levar a horda para um lugar longe da Zona Segura. O plano segue como deveria ser e bem, porém, quando os milhares de zumbis seguiam por uma estrada, são atraídos por uma buzina alta vindo de Alexandria, e seguem para lá saindo do percurso planejado por Rick. Rick dá ordens para Glenn, Michonne e alguns alexandrinos intervirem uma parte da manada antes de chegar na comunidade, enquanto ele segue para intervir a outra parte. O policial também pede - via walkie-talkie - para que Daryl, Sasha e Abraham continuem levando a cabeça do rebanho até o destino determinado, e que iria tentar fazer com que a parte que saiu, volte para estrada.
Ao encontrar um trailer, Rick é atacado por um grupo chamado "Os Lobos". Estes bandidos haviam escapado de seu ataque à Alexandria, onde causou o alarme da buzina de um caminhão. Rick consegue matar todos, porém o trailer não funciona no momento em que vários zumbis começam a se aproximar dele. Sem opção, o policial volta correndo para Alexandria, sendo seguido pelo rebanho desviado da estrada. Lá, após a comunidade ficar completamente cercada, Rick tenta acalmar a população, inclusive Deanna, afirmando e alegando que tudo iria ficar bem. Mais tarde, Rick começa a planejar a retirada de todos os zumbis junto com Michonne, e também começa a restaurar uma parte dos muros que foi danificada devido ao ataque dos lobos. Momentos depois de salvar a vida de Spencer, o filho de Deanna, de vários zumbis, Rick e todos os moradores da comunidade vêem horrorizados como a torre de vigia de Alexandria, cai por cima dos muros. Rick manda todos se trancarem em suas casas quando a manada dos zumbis começa entrar nas ruas, ele salva Deanna e junto com Carl, Michonne, Gabriel e Rom se refugia na casa de Jessie. Lá, quando os zumbis invadem a casa, ele mata dois caminhantes para se disfarçar com as entranhas dos zumbis e conseguir passar por eles e chegar até o arsenal. Após se despedir de Deanna que foi mordida, ele sai da casa com os outros cobertos de víceras para cobrir seu cheiro. Durante a passagem entre o rabanho, o filho de Jessie, Sam, chama atenção dos caminhantes. Sam acabou sendo devorado pelos mortos-vivos, assim como sua mãe Jessie. Com raiva, o outro filho de Jessie, Ron aponta uma arma para Rick acusando-o de ter matado sua mãe, e antes de atirar foi apunhalado por Michonne, e antes de chegar ao chão, o garoto dispara no olho de Carl, fazendo Rick entrar em desespero e levá-lo para clínica da cidade onde lá, a Dra. Denise Cloyd faz uma cirurgia para salvar o garoto.
Rick então, junto com alguns moradores consegue matar todos os zumbis na cidade, percebendo que todos eles eram capazes de fazer coisas inexplicáveis. Dois meses depois, Rick desenvolve um relacionamento com Michonne, e depois de conhecer Paul Rovia, o Jesus, membro da colônia Hilltop, Rick fecha um acordo com o líder de Hilltop Gregory, de matar um grupo de sobreviventes chamados de "Os Salvadores" que rouba quase todos os mantimentos, em troca do grupo de Rick levar metade dos mantimentos. Após fazer o combinado, o policial Grimes tem a má sorte de conhecer Negan, líder dos salvadores. Em um noite fria, enquanto viajam para Hilltop, Rick e seu grupo é emboscado por 100 Salvadores, que os colocaram de joelhos sob a presença de Negan. O vilão explica a Rick, que devido a ele e seu grupo terem matado vários de seus homens, ele teria que puni-los por isso e depois de escolher um dos sobreviventes do grupo de Rick que não foi revelado quem foi, Negan esmaga o cérebro da vítima com Lucille, seu Bastão de beisebol envolto com arame farpado.

#### Sétima temporada
Rick fica em choque ao ver Abraham ser morto brutalmente por Negan, e logo depois chocado ao ver Glenn ser morto também. Após passar por uma opressão psicológica, Rick aceita ser submisso ao Negan e seus salvadores para que nenhum de seus amigos sejam mortos de novo. Rick fica arrasado e ao passar dos dias sofre com a ditadura de Negan, onde os Salvadores adquirem metade dos suprimentos de Alexandria para deixá-los vivos. Após a morte de Spencer Monroe, Rick percebe que não irá mais tolerar a ditadura de Negan, e decide se aliar com todas as comunidades submissas ao poder de Negan, para derrotá-lo.
Depois que o povo de Hilltop aceita se aliar ao exército de Rick, o ex-policial descobre O Reino, e seu respectivo líder, o "rei" Ezekiel. Ezekiel é relutante em se aliar a Rick percebendo que eles não teriam chance uma vez que os Salvadores são muitos, mas, eventualmente, após a morte de um garoto do reino, Ezekiel decide se aliar. Rick também conhece outra comunidade (estabelecida em um lixão) e convence Jadis (a líder do lugar) apoiar sua causa. A mulher aceita em troca de ganhar a base dos Salvadores no fim da guerra.
Para se preparar para guerra, os sobreviventes saem em busca de munições que estão escassas para eles, já que Eugene foi sequestrado pelos bandidos e forçado a fazer munição para os Salvadores. Graças a Tara, que encontrou e fez um acordo com as mulheres da comunidade Oceanside, Rick e sua milícia estão prontos para atacar os Salvadores.
Chegado o dia da visita semanal dos Salvadores em Alexandria, o grupo de Jadis revela-se estar trabalhando para Negan, e traíram Rick e seu grupo deixando-os vulneráveis para Negan. O vilão ameaça matar Carl pela tamanho ousadia de Rick querer conspirar contra ele, e quando estava prestes a matar Carl, os sobreviventes das outras comunidades chegam atacando, fazendo de Alexandria um campo de batalha. Os Salvadores acabam recuando, e Negan declara guerra contra os sobreviventes.

#### Oitava temporada
Ao logo dos dias, os sobreviventes montaram estratégias de ataque a várias bases dos Salvadores, incluindo a principal, o Santuário. Chegado o dia da primeira batalha, Rick, Maggie e Ezekiel, os respectivos líderes das comunidades aliadas, vão até o santuário para fazer Negan e seus salvadores se renderem, caso contrário, todos serão mortos. Negan de fato recusa e um grande tiroteio é iniciado, chegando ao fim, quando Rick e padre Gabriel consegue fazer com que vários zumbis infestem o pátio principal do santuário, deixando os bandidos  encurralados. Após isso, Rick junto com Daryl e as tropas de Alexandria vão para uma base próxima e lá começam a matar mais salvadores. Para surpresa de Rick, ele encontra um velho amigo, Morales, que ao longo dos anos se tornou um Salvador, mas ele logo é abatido por Daryl. Tento conseguido derrotar os salvadores dessa base, Rick viaja até a comunidade de Jadis para persuadi-la a ajudá-lo contra os Salvadores mais uma vez.
Ao chegar no lixão, ele é recebido com hostilidade, e Jadis o prende em um trailer, alegando que irá pensar no que fazer com Rick. Mais tarde, após fazer Jadis de refém e força-la a ajudá-lo, Jadis decide participar da guerra e junta suas tropas para ir até o Santuário matar todos os salvadores e por um fim na guerra. Porém, todos encontram o lugar destruído, percebendo que os zumbis entraram na fábrica abandonada. Quando um tiroteio ocorre com alguns bandidos sobreviventes, Jadis e seu povo abandona Rick, mas o homem é resgatado por alguns de seus amigos e levado até Alexandria, e lá ele encontra a cidade em chamas após um recente ataque dos Salvadores. Rick procura por seu filho Carl e se envolve numa luta com Negan, onde o ex-policial consegue escapar e se refugiar com os moradores nos esgotos da comunidade. Rick fica abalado ao descobrir que Carl foi mordido por um zumbi.
Após os Salvadores terem ido embora, os sobreviventes decidem ir para o Hilltop, e Rick com Michonne decidem ficar em Alexandria uma vez que Carl não aguentaria a viagem longa. Carl revela que foi mordido ao tentar salvar Siddiq, um rapaz que encontrou na floresta sendo cercado por zumbis. Siddiq é grato por tudo que Carl lhe fez, e viaja com o restante do grupo. Rick retira seu filho dos esgotos e mais tarde faz uma despedida emocionante para Carl, e após a morte do garoto, Rick com Michonne viajam para o lixão, para confrontar Jadis por ela (mais uma vez) ter os abandonado. Ao chegarem no lugar, eles encontram o lixão infestado de zumbis e avistam Jadis isolada. A mulher revela que os Salvadores mataram seu povo por ela ter se aliado a Rick, e Rick com Michonne vão embora deixando a mulher para trás.
Chegando no Hilltop, Rick e a milícia armam uma emboscada para os Salvadores, já que Hilltop será o último lugar em que os bandidos irão atacar. Chegado o dia, Rick faz uma perseguição num carro para pegar Negan para matá-lo, e os dois chegam a se confrontar num prédio cheio de zumbis. O ex-policial perde o vilão de vista durante um ataque de zumbis, e retorna para o Hilltop durante a noite a tempo de participar de um ataque contra os bandidos que estavam abrindo fogo contra o lugar. Mais tarde, Rick ajuda seus amigos a abater vários moradores que se transformaram em mortos-vivos, graças as armas infectadas dos Salvadores. Após ter matado alguns salvadores que fugiram da prisão de Hilltop, Rick é convencido por Michonne a ler uma carta que Carl fez para ele antes de morrer. O homem lê a carta e fica emocionado com o sonho que o garoto tinha que gostaria de um mundo sem guerras e com prosperidade. Carl pede para que Rick de certa forma pare de lutar contra Negan e que os dois lados se unam para fazer do mundo um lugar melhor.
Motivado pelo sonho de Carl, Rick decide fazer algo na batalha final contra os Salvadores. Chegado o dia, ele prepara suas tropas e vai ao local determinado para por um fim na guerra. Rick e os sobreviventes acabam caindo em uma armadilha e cercados pelos salvadores, mas graças as armas defeituosas que Eugene preparou para os Salvadores, Rick e seu grupo consegue derrotar os bandidos. O ex-policial entra em uma luta contra Negan, e Rick fala do sonho de seu filho para o vilão, fazendo-o baixar a guarda. Tento  distraído Negan, Rick corta a garganta do vilão, mas não o suficiente para matá-lo, e pede para Siddiq o salvar. Maggie não aceita, pois quer ver Negan morto por ele ter matado Glenn, mas Rick diz que o vilão irá ficar vivo e preso para que ainda possa existir justiça, e não só mais vinganças. Rick faz um discurso de que todos precisam se unir para reconstruir a civilização e que o real perigo que eles devem lutar são os mortos-vivos.

#### Nona temporada
Durante um ano e meio desde o final da Grande Guerra, os sobreviventes resolveram reconstruir a civilização e manter a relativa paz entre as comunidades aliadas. Quando o Santuário precisou de maquinário agrícola para produzir plantações, Rick fez parte do grupo de expedição na cidade de Washington, D.C. para encontrar tudo o que precisavam dentro de um museu abandonado. Ao voltarem para suas comunidades uma vez que a missão tinha acabado, Rick e seu grupo descobriu que a ponte que liga todas as cidadelas tinha caído por uma tempestade. Os sobreviventes foram forçados a procurar outras rotas para seu destino e ao longo do caminho o homem olhou com horror e tristeza, Ken ser mordido por um andador e, subseqüentemente, viu-o morrer da infecção, apesar de suas tentativas de ajudá-lo. Ao chegar no Santuário, Rick promete aos salvadores que continuará a apoiá-los para que possam melhorar de vida. Todos o aplaudem e o tratam como uma celebridade. Depois, Daryl conversa com o ex-policial sobre não querer mais liderar o lugar porque ele não pertence ao Santuário, e como é uma fábrica, o lugar não pode produzir colheitas. Rick pede para que seu amigo continue na liderança. Na manhã seguinte, Mais tarde, Rick pede a Maggie para visitar Alexandria, mas ela diz que não pode porque Negan está lá e ele também pede ajuda dela para consertar a ponte, que inclui o fornecimento de suprimentos para o Santuário. Ela diz que só concordará se os salvadores concordarem em fornecer mão de obra e combustível. Rick diz que ele não pode e ele é obrigado a ajudar, mas Maggie discorda e lembra que ele nunca seguiu sua liderança como ele prometeu, mas agora ele deveria. Durante a noite, Rick assiste com horror, Gregory ser enforcado como punição por ter tentado matar Maggie.
Um mês depois, Rick cria um projeto para que a ponte que caiu seja reconstruída. Ele faz com que as comunidades se unem para a realização desse feito. Ele fala para Negan na cadeia, sobre como tudo mudou depois da guerra e como as comunidades estão trabalhando juntas para consertar uma ponte, que será a chave para o futuro delas. "Estamos fazendo um novo começo", diz Rick, mas Negan diz: "Você não está salvando este mundo, Rick. Você apenas está preparando-o para mim". Mais tarde, uma onda de desparecimentos ocorre no acampamento estabelecido como base de construção para ponte, e as vítimas são os Salvadores. Isso desencadeia uma briga entre os salvadores contra os sobreviventes, e quando um dos salvadores é encontrado morto, a tenção fica maior e Rick promete achar o assassino. O ex-policial monta um grupo de busca para encontrar o assassino, mas nada é solucionado fazendo os salvadores abandonar a obra da ponte e deixar o projeto de Rick de lado, para o desgosto do ex-policial.
Enquanto permanece no acampamento para se despedir de seus aliados, Rick recebe a notícia de que Maggie está indo para Alexandria matar Negan. E temendo o pior, ele viaja com Daryl em sua morto, mas logo percebe que seu amigo conspira também contra ele. Os dois chegam a brigar na estrada e caem em um grande buraco onde Rick diz que se eles martirizam Negan, todos que morreram durante a guerra, incluindo Carl, terão morrido por nada. Daryl diz a Rick que ele morreria por ele e que também morreria por Carl, e pede para que o ex-policial pare de ficar lembrando em Carl, pois ele precisa deixá-lo ir. Rick diz que ele nunca pediu a ninguém para segui-lo, e Daryl diz: "Talvez você deveria ter". Quando os dois ouvem tiros vindo do acampamento eles são obrigados a ajudar um ao outro para escapar. Rick finalmente rasteja para fora e usa um galho de árvore para tirar Daryl também. Com uma horda de mortos chegando perto do acampamento, Rick inventa um plano para levá-los embora enquanto Daryl se dirige para o rio. Rick leva horda embora e depois é cercado por outro bando maior. O cavalo de Rick entra em pânico e o joga em uma pilha de vergalhões, deixando o ex-policial empalhado em um dos ferros. Rick chora de dor, mas perde a consciência quando os caminhantes se aproximam. Conseguindo sair dos vergalhões, Rick bastante ferido alcança seu cavalo e atrai os zumbis para a ponte, com a fim de vê-la cair com o peso da horda. Infelizmente, seu plano falha e para evitar que os zumbis se dirijam para as comunidades, Rick explode uma caixa de dinamite derrubando a ponte e desaparecendo entre as chamas. Vários de seus amigos observam com horror Rick desaparecer e o dão como morto.
Rick é levado pela correnteza do rio e depois é encontrado por Anne (Jadis), que convence um grupo de desconhecidos em um helicóptero à salvar o ex-policial. Anne, que pretendia fugir no helicóptero, ajuda a colocar Rick bastante ferido na aeronave e garante a ele que o homem irá ficar bem. Rick então é levado pelo helicóptero para um lugar desconhecido.

#### Décima temporada
Anos após o desaparecimento de Rick, Michonne encontra suas botas na Ilha Bloodsworth enquanto ajudava Virgil. O sobrevivente revela que as botas foram parar na ilha em um barco abandonado. Michonne encontra um iPhone antigo com o nome de Rick e um desenho dela e de Judith rabiscado na tela do aparelho. Percebendo que Rick ainda está vivo em algum lugar, Michonne avisa a Judith que irá procurá-lo, encontrando uma possível pistas da possível localização de Rick nos registros do barco.

#### Décima primeira temporada
No final da série, Judith revela a Daryl e Carol a verdade sobre o paradeiro de Michonne e Rick, dizendo que Michonne descobriu que Rick estava vivo. Judith revela que escondeu a notícia de Daryl pois tinha medo que o mesmo também fosse embora.
Na Ilha de Bloodsworth, Rick, vestindo uma jaqueta da Aliança dos Três, escreve uma mensagem para Michonne em uma garrafa e a joga na água. No entanto, momentos depois, ele é encontrado por um helicóptero do CRM, mas antes que fosse preso joga seus pertences a bordo de um barco que posteriormente seriam encontrados por Virgil. O piloto, referindo-se a Rick como Senhor Grimes, ordena que Rick se renda, dizendo-lhe que não há escapatória para os vivos. Enfurecido, Rick enfia um bastão na cabeça de um caminhante enterrado na lama e se rende com relutância.

#### The Walking Dead: The Ones Who Live
Cinco anos depois de ser levado pelo CRM (República Cívica Militar), Rick Grimes tentou escapar quatro vezes sem sucesso, incluindo enviar uma mensagem em uma garrafa para Michonne junto com seus pertences em uma ocasião e cortar a própria mão em outra. Rick é designado como consignatário, alguém que passa seis anos trabalhando nos arredores da Filadélfia – hoje República Cívica – antes de ser autorizado a entrar na cidade. Rick sonha com uma vida normal com Michonne e acaba aceitando uma oferta do Tenente Coronel Donald Okafor para ingressar no CRM como soldado. Okafor revela que ajudou o CRM, então a Guarda Nacional da Pensilvânia, a salvar a cidade de ser atacada com napalm às custas de sua própria esposa e tenta recrutar Rick e Pearl Thorne para seu plano de mudar o CRM por dentro. Depois de outra tentativa de fuga fracassada e da destruição de Omaha, Rick finalmente aceita sua nova vida e uma posição como comandante de uma base operacional avançada do CRM. Relembrando uma história de sua infância, Rick concorda em se juntar ao plano de Okafor pouco antes de seu helicóptero ser abatido, com Okafor sendo atingido por um projétil explosivo e explodindo. A pessoa que os atacou então mata os outros soldados um por um depois que eles saem do helicóptero até chegar até Rick. Ela tira o capacete e percebe que é Rick, então tira a máscara, revelando ser Michonne, que se reencontra com Rick pela primeira vez em anos. 
Rick ajuda Michonne a criar uma história falsa para o CRM, prometendo que eles escaparão de lá juntos. No entanto, Rick é confrontado por Jadis, que reconheceu Michonne e o ameaça se eles tentarem escapar, enquanto Michonne deseja derrubar o CRM, apesar dos avisos de Rick de que eles nunca voltarão para casa se tentarem. 
Em um flashback, Jadis aborda Rick no Millenium Park, dentro do CRM, e explica o acordo de seu pessoal com o CRM e sua intenção de se juntar a eles. No entanto, Rick só está interessado em escapar. Depois de retornar à base, Rick pede a ajuda de Thorne para conseguir colocar Michonne no programa de consignação, mas Jadis avisa que se Rick e Michonne escaparem, ela terá que matar todos que ele ama por segurança. Rick tenta ajudar Michonne a escapar sozinha, mas ela se recusa a ir sem ele. Depois de receber o Echelon Briefing - a revelação de todos os segredos do CRM - e uma promoção, Thorne fica mais determinada do que nunca a seguir os passos de Okafor, recorrendo relutantemente à ajuda de Michonne para uma missão. Quando Michonne não a obedece durante a missão, Thorne quase a mata, com Rick a salvando. Rick termina o relacionamento com Michonne e promete manda-la embora sozinha, na tentativa de protegê-la. No entanto, Michonne se joga de um helicóptero no ar levando Rick consigo em uma ousada fuga durante a viagem de volta. 
Após pular do helicóptero, Rick e Michonne caem em um rio nos arredores de uma comunidade de inovadores formada após o início do apocalipse e que ainda tem energia elétrica e aparelhos eletrônicos. No entanto, esta comunidade falhou em algum momento, com os moradores provavelmente morrendo de fome e deixando-a invadida por caminhantes. Michonne então começa a tentar convencer Rick a voltar para casa com ela, revelando que eles têm um filho juntos chamado Rick Jr. No entanto, Rick ainda se recusa a voltar, dizendo a ela que Jadis matará todos que eles conhecem se eles escaparem. Eles descobrem que o helicóptero em que estavam caiu durante a tempestade, dando-lhes a oportunidade perfeita para escapar, já que o CRM acreditará que eles estão mortos, mas Rick continua dizendo que não irá para casa com ela com a intenção de completar a missão de Okafor de reformar o CRM em algo melhor. Michonne então decide deixar Rick para trás, com Rick indo atrás dela logo em seguida. Um helicóptero do CRM bombardeia os destroços para destruir qualquer evidência da existência do CRM, prendendo Rick e Michonne em um prédio em ruínas cheio de caminhantes. Rick e Michonne lentamente se reconectam e fazem sexo. Depois disso, Michonne conversa com Rick, fazendo com que ele admita que não consegue mais ver o rosto de Carl devido a seus traumas e que tem medo de estar com Michonne de novo, pois Rick não sobreviveria perdê-la novamente. Depois que Michonne dá a Rick um iPhone com o retrato de Carl gravado nele, ela convence Rick a ir para casa com ela. Rick e Michonne escapam quando o prédio que estavam entra em colapso e pegam um dos veículos híbridos da comunidade que tem etanol suficiente para levá-los para casa em Alexandria. 

## Desenvolvimento

### Lançamento

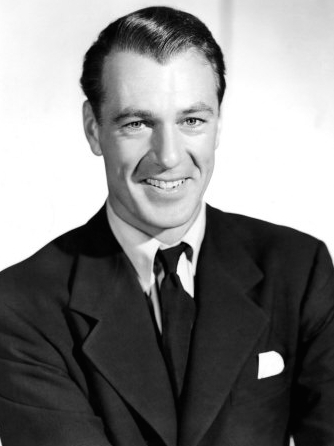
Lincoln aludiu a vários programas de televisão e obras cinematográficas em retratar Rick Grimes, incluindo o caráter de Gary Cooper, no filme americano High Noon (1952).

Rick Grimes é interpretado por Andrew Lincoln, que foi lançado como parte da série, em abril de 2010. Antes de alcançar o papel, Lincoln não tinha conhecimento previamente a série de quadrinhos. "Eu nem sequer obter um script no tempo em que comecei, porque era tão ultra-secreta", afirmou. "Eu estava realmente intrigado a me colocar na filmagem. Eles voltaram muito rápidos de Hollywood, e me deram o roteiro". Lincoln se aproximou de uma livraria chamada Mega City Comics, no bairro Londrino de Camden, onde o proprietário apresentou-o aos quadrinhos. "Foi quando eu fui a uma loja de quadrinhos em Camden, e disse: 'Você já ouviu falar desse livro em quadrinhos?'. O proprietário me mostrou este santuário de quadrinhos, e disse: 'Esta é a nossa loja em quadrinhos mais popular e bem mais sucedida e, na minha opinião, uma das maiores história em quadrinhos dos últimos dez anos. Foi quando eu entrei".
Em preparação para o papel, Lincoln procurou inspiração da série dramática americana Breaking Bad, bem como no filme americano High Noon (1952). Uma vez que ele sentiu que The Walking Dead imitou as obras cinematográficas americanas, Lincoln achou High Noon muito útil em projetar um personagem do país, como Rick Grimes. O desempenho de Gary Cooper e a estrutura moral de seu personagem, também foi citada como uma influência: "Ele é um homem dividido entre suas responsabilidades e seu casamento Ele não é como a figura de Clint Eastwood, um solitário. É mais complicado do que isso. Ele tem um coração mais mole, de modo que foi definitivamente uma inspiração para mim também". Lincoln disse que era difícil aperfeiçoar o sotaque sul-americano. "Eu trabalhei muito duro para o sotaque", afirmou. "Acho que se você for solicitado por um dos grandes canais na América para levar seu show, você queria começar recebendo isso direito. Trabalhei duro não apenas o sotaque, mas também em ser americano e entrando nesta sensação". Ele viajou para Atlanta três semanas antes da produção da primeira temporada começar, e trabalhou com um professor de línguas, enquanto estava na cidade. Embora o treinamento fosse necessário, Lincoln tinha uma prévia experiência com treinamento de armamento na sexta etapa da série de televisão Strike Back (2010).
A produtora executiva Gale Anne Hurd, inicialmente não esperava Lincoln para interpretar Grimes. Ao ouvir o anúncio, o escritor Robert Kirkman sentiu que Lincoln era um "descobrimento incrível" e acrescentou que ele encarna com precisão as características de Rick Grimes. "Escrever Rick Grimes mês após mês, na série de quadrinhos, não me fazia ideia de que ele era uma vida real, respirando ser humano, e ainda assim, aqui está ele. Eu não poderia estar mais feliz com a forma como este show está se tornando". Embora, princípio, estivesse espantado ao ouvir do conceito de The Walking Dead, Lincoln pensava que o roteiro do episódio piloto "Days Gone Bye", foi bem escrito. Ele declarou: "Eu li e achei que foi bem escrito, e eu me coloco nas filmagens apenas para uma cena que eu não sabia que estava envolvido a este ponto". No dia seguinte, o agente de Lincoln chamou-o para o desenvolvimento do episódio piloto, a que Lincoln chamou de "uma espécie de lista de sonho".

### Caracterização
"Rick é um policial muito mais realista. Eu meio que sempre imaginei que Rick Grimes não era um policial que tinha usado a arma com muita freqüência. Ele era apenas um daqueles caras que, basicamente, só anda pela loja local de malte e faz com que as crianças estejam ficando em casa na hora certa."

— Robert Kirkman
Rick Grimes tem sido descrito como um homem que enfatiza padrões morais. Lincoln adicionou: "Suas intenções são boas, apesar de suas decisões poderem ser ruins em muitas vezes. Ele é complicado e falho, o que eu acho fascinante, porque faz dele um humano. Ele meio que desgasta ao longo do tempo por causa do mundo em que vive, e não há nada mais satisfatório do que interpretar um personagem que muda de forma irrevogável. Então eu compreendo tudo isso". Lincoln acrescentou que Grimes era um líder pouco inflexível, que opinar poderia colocar grupo de Grimes em perigo. Apesar dessas afirmações, ele afirmou que as complexidades têm moldado-o em um caráter decisivo e peculiar. "Eu também acho a inflexibilidade de Rick, uma parte de seu caráter e uma reação ao que está acontecendo ao seu redor. Esta situação [...] trouxe qualidades nas pessoas que são boas e horríveis. E certamente, como eu estava jogando ele, senti Rick [consistentemente] precisando ter uma missão, caso contrário, ele só estaria estagnado. Você vê isso em vários personagens. Eles têm  de manter o movimento. Sem um horizonte. E foi uma grande chamada para Rick ir para o CDC [...] no quinto episódio, mas ele estava olhando a longo prazo. Acho admirável, porque ele está olhando para o futuro de sua família, para uma cura, e de santidade".
Em ambos os meios, Grimes adota uma natureza mais obscura e assertivo com o decorre da história. Nos quadrinhos, ele confronta um sociopata homicida, que reivindica a vida de dois membros do grupo, bem como uma tentativa de suicídio, indiretamente provocado por seu confiável amigo. Talvez o momento mais significativo, ele acaba sendo colocado sob tortura física e mental, através do Governador, como resultado da vulnerabilidade e equívoca confiança, em última análise, causando a morte de muitos dentro do grupo, incluindo sua esposa e filho recém-nascido. Em primeira mão, testemunha a selvageria ao seu redor, levando-o a adaptar-se gradualmente a uma mentalidade mais primitiva, tornando-se menos afetados por violência e morte (às vezes brutalmente assassinados/mutilando pessoas). Da mesma forma, a sua perspectiva torna-se cada vez mais iludida, como a sua confiança diminuiu nas pessoas e diminuição do nível de tolerância, leva-o a tomar sem nenhum problema, arriscar a vida de um inocente. Este, é especificamente mostrado como Rick luta quando acabou sendo dada a oportunidade de voltar à normalidade.
Na segunda temporada de The Walking Dead, progride. Kirkman discerniu que a segunda temporada girava em torno da capacidade de Grimes para emergir como um líder credível, provando para o grupo que ele pode proteger adequadamente todos no grupo. Ele continuou: "Esta é mais uma coisa emergente, onde você vê que este é um cara que pode dominar as pessoas quando eles são uma ameaça, podendo definitivamente lidar com ele quando se trata de zumbis; mas também se preocupa com as pessoas. Ele vai preservar alguns princípios, e isso é muito importante para esses personagens. Ele faz Rick suportar de cabeça e os ombros erguidos as outras pessoas, como Shane, neste mundo". A mudança gradativa, é em grande parte, atribuída à morte de Sophia Peletier, que a matou depois de se transformar em uma zumbi no episódio "Pretty Much Dead Already". Estas características tornam-se mais proeminente no episódio "Nebraska", e novamente, em "18 Miles Out". Robert Kirkman sentia que o episódio "Nebraska", demonstrava que Rick Grimes não estava delirando, como Shane o acusou de estar:
| “ | O final do episódio comprova a Rick que esse não é o caso. Esta temporada inteira foi líder até o momento em que ele atirou naqueles dois homens. Shane foi insistia que ele não estava apto para esse mundo pós-apocalíptico, e que precisava ser um homem mais forte e ser capaz de tomar decisões difíceis. Ao longo dos dois últimos episódios, vimos Rick ser o único que tem que avançar e atirar em Sophia quando ninguém mais podia. Nós vimos ele, em um piscar de olhos, tirar dois caras que fossem uma ameaça clara para ele e todos os outros que estavam com ele. Este é realmente o início de Rick, emergindo como um claro líder claro, respondendo o que Shane estava dizendo todo este tempo. | ” |

## Recepção

### Resposta crítica

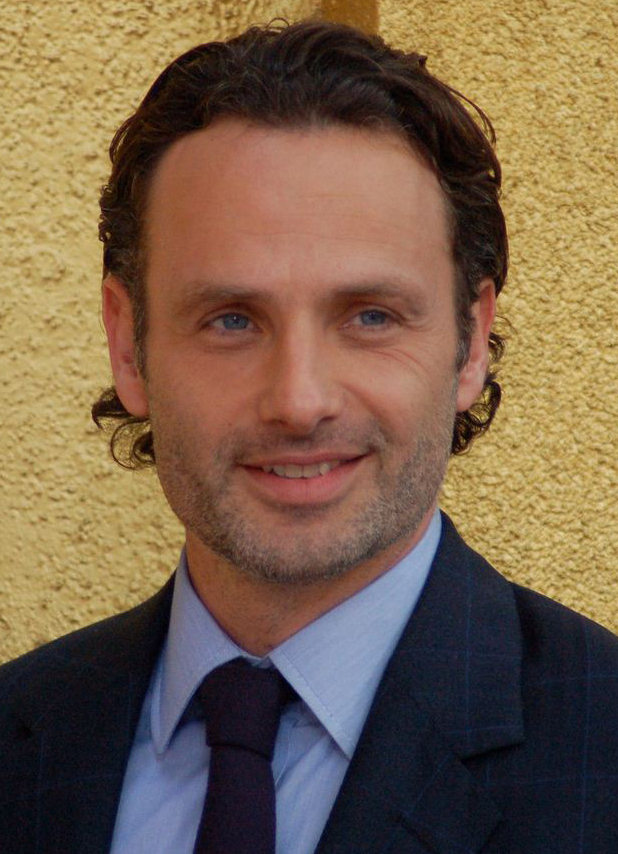
Os críticos foram inicialmente polarizados com Lincoln, na interpretação do personagem Rick Grimes.

Comentaristas de televisão foram inicialmente separados com o retrato de Lincoln como Rick Grimes, particularmente no episódio piloto, "Days Gone Bye". Matthew Gilbert, do The Boston Globe, pensou que a entrega de Lincoln era um "acerte ou erre", enquanto que Eric Goldman, da IGN, professou que o encaixe de Lincoln no personagem, foi muito boa; "Durante grande parte do episódio 'piloto', ele fica na sua e demonstra uma emoção abalada, tentando processar o que está acontecendo neste novo mundo". Tim Goodman, da The Hollywood Reporter, viu que o desempenho de Lincoln foi um dos inconvenientes do episódio. Ele escreveu: "Uma desvantagem em The Walking Dead, é que Lincoln desempenha sua emoção um pouco exagerado demais para quem tem um distintivo de xerife. Estamos informados — por ele — que tudo que ele queria é encontrar sua esposa e filho. Sua crença de que eles ainda estão vivos é a unidade emocional da história, mas não há uma dor profunda o bastante, que infiltra-se para revestimento à entrega da fala de Lincoln. Embora ele citou que, seu sotaque era "duvidoso" no episódio piloto, Leonard Pierce, de The A.V. Club, observou que Lincoln tornou-se mais descontraído no decorrer da série. "Sua linguagem corporal e expressão aqui, é totalmente diferente agora do que quando o vimos antes. Ele é um rápido aprendiz".
Como a segunda temporada começou, os críticos ficaram ansiosos para o desenvolvimento do personagem de Grimes nos vários episódios, particularmente em "Nebraska". A crítica para o episódio, de Gina McIntyre, do Los Angeles Times, notou que Rick imitou o personagem John Cena, da série de TV Justified, enquanto Zach Handlen, do The A.V. Club, disse que Rick foi transformando-se em uma "espécie de homem mauzão". Handlen acrescentou que marcou um ponto de viragem para Grimes, que estabeleceu sua posição "como um cara que pode fazer o que precisa ser feito". Scott Meslow, da The Atlantic, comentou que "existe uma rapidez surpreendente, desfecho violento, quando Rick desarma Dave e Tony, antes que eles possam fazer o mesmo com ele. É uma ação necessária, dadas as circunstâncias, mas ele também toca em uma mudança de caráter honesto a Deus para o nosso herói, que, depois de ter despachado Sophia, parece ter desenvolvido um novo reconhecimento da crueldade e egoísmo, podendo demorar para sobreviver nesta nova ordem mundial".
As tensões crescentes entre Rick Grimes e Shane Walsh foram bem recebidos pelos críticos de televisão. Em uma revisão do episódio "Bloodletting", por Joe Oesterle, de Mania.com, elogiou o desempenho de Lincoln e Bernthal. Oesterle escreveu que "Andrew Lincoln e Jon Bernthal [...] foram um pouco castigados no agir, e eu achei interessante a forma como o personagem Rick começou a observar um pouco os zombis, depois de dar sangue. As cenas entre os dois homens estavam em ação, podendo escutar que podia decifrar as principais diferenças entre esses dois cowboys policiais. Rick está determinado a voltar para sua mulher e deixá-la saber que seu filho está em perigo mortal, sem nunca duvidar de sua própria capacidade de completar com sucesso a missão, enquanto Shane por outro lado, não é tão automaticamente abnegado e heróico".
Vários críticos elogiaram interações de Rick Grimes com Shane Walsh em "18 Miles Out". Escrevendo para a CNN, Henry Hanks disse que "Rick deixou claro para Shane que ele tinha de respeitar suas regras a partir de então". Alex Migalha, de The Faster Times, avaliou o confronto físico como "totalmente satisfatório", enquanto que o escritor da Entertainment Weekly, Darren Franich, apreciou a cena de luta envolvendo Grimes e Walsh, dizendo: "A luta de Shane com Rick era grande, uma briga brilhantemente estendida que começou com uma luta mesquinha de 'criança com criança', rapidamente, transformou-se em algo genuinamente homicida". Berriman, da SFX, adicionou: "É chocante quando Shane atira uma chave contra a cabeça de Rick, mas ainda é mais chocante, quando Rick está preparado para cortar e correr, deixando-o lá para morrer. Rick muda de atitude, quando ele olha para os dois zumbis no chão e se lembra da amizade entre ele, e seu ex-parceiro foi um momento muito bem desempenhado, que fala alto sem dizer uma única palavra proferida. O fato de que, venha o fim, ele estava disposto a confiar em Shane novamente, depois de tudo o que tinha acontecido entre eles. Foi realmente comovente".

### Elogios
Rick Grimes foi nomeado o 26º Top Comic Book Hero, pela IGN. Lincoln foi nomeado para o Saturn Award, na categoria de "Melhor Ator em Televisão" em 2010.